# Oedemera unicolor
Oedemera unicolor é uma espécie de insetos coleópteros polífagos pertencente à família Oedemeridae.
A autoridade científica da espécie é W. Schmidt, tendo sido descrita no ano de 1846.
Trata-se de uma espécie presente no território português.